# Pierre Barouh
Pierre Barouh (nascut a París, el 19 de febrer de 1934 - 28 de desembre de 2016) va ser un autor, compositor i intèrpret francès, cèlebre per la seva feina al film Un homme et une femme (actor i autor-intèrpret de la música), així com per la seva productora discogràfica independent Saravah que va fer descobrir a Jacques Higelin, Brigitte Fontaine i la Bossa Nova, a França.

## Discografia
- 1992. Au Kabaret de la dernière chance (en col·laboració amb Anita Vallejo)
- 1997. Noël
- 1997. Ça va, ça vient
- 2001. Le pollen
- 2003. Saudade. Un manque habité
- 2005. Viking bank
- 2006. Sierras